# Aurantiosporium scleriae
Aurantiosporium scleriae är en svampart som beskrevs av Vánky 2002. Aurantiosporium scleriae ingår i släktet Aurantiosporium och familjen Ustilentylomataceae.   Inga underarter finns listade i Catalogue of Life.